# Franciszek Frączkowski
Franciszek Frączkowski (ur. 7 października 1878 w Warszawie, zm. 17 września 1931 we Lwowie) – polski aktor i reżyser teatralny, dyrektor teatrów.

## Życiorys
Na scenie debiutował w 1898 roku w Pabianicach jako członek zespołu Romana Romanowicza. Następnie grał w Płocku u L. Bogdanowicza. W latach 1899–1900 roku występował na scenach krakowskich. Następnie wyjechał do Stanów Zjednoczonych na zaproszenie Komitetu Organizacyjnego Budowy Teatru Polskiego. Po powrocie odbył służbę w armii rosyjskiej. Do grania powrócił w 1902 roku na scenie Teatru Miejskiego w Krakowie. W maju 1906 roku objął stanowiska dyrektora krakowskiego Teatru Ludowego, z którego to musiał zrezygnować w wyniku konfliktu z aktorami. Pozostał jednak w zespole, występując m.in. w Nowym Sączu, Wieliczce, Tarnowie i Rzeszowie. W latach 1907–1908 był członkiem objazdowego zespołu Gabrieli Zapolskiej. Próbował też bezskutecznie zorganizować własny zespół objazdowy. Kolejne lata - okres 1909-1914 - spędził we Lwowie na deskach Teatru Miejskiego (w 1913 występował wraz z jego zespołem w Paryżu) oraz reżyserując w lwowskim Teatrze Niezależnym.
Lata I wojny światowej spędził grając w Krakowie (Teatr Ludowy 1914 i 1915-1916, Teatr Miejski i Teatr Powszechny 1916-1917), Wiedniu (1914-1915) oraz w Warszawie (Teatr Rozmaitości 1916, Teatr Mały 1917). Sezon 1917/1918 spędził w Łodzi w zespole Stanisława Stanisławskiego. Wcześniej, w 1916 roku wystąpił w filmie Pod jarzmem tyranów (reż. Franz Porten), odtwarzając rolę Tadeusza Kościuszki.
Po zakończeniu wojny występował i reżyserował w Warszawie i we Lwowie. W sezonie 1920/1921 był dyrektorem teatru w Toruniu, z którego to stanowiska sam zrezygnował. Po krótkim pobycie w Warszawie (Teatr Dramatyczny) przeniósł się do Lwowa, gdzie występował i reżyserował do końca życia w tamtejszym Teatrze Miejskim (Wielkim). Ponadto prowadził szkołę aktorską, był również związany z teatrzykiem "Młoda Scenka" (grającym utwory współczesne, niedopuszczane do wystawienia w Teatrze Miejskim), a w 1929 roku zorganizował objazdowy Teatr Premier.